# Маяковка
Маяко́вка (рос. Маяковка) — селище у складі Прокоп'євського округу Кемеровської області, Росія.

## Населення
Населення — 238 осіб (2010; 232 у 2002).
Національний склад (станом на 2002 рік):
- росіяни — 94 %